# Perdonaci i nostri peccati
(Dietrich Bonhoeffer)
(Problema esposto in classe nel trailer)
Perdonaci i nostri peccati (Forgive us our trespasses) è un cortometraggio drammatico della regista Ashley Eakin, distribuito su Netflix nel 2022.
Nella Germania del 1939 un ragazzo biondo con una menomazione, preso di mira dai nazisti, che con i loro programmi sono intenti a uccidere le persone con disabilità, compie una scelta audace durante l'inevitabile fuga. Il corto mette in risalto il tema della disabilità nella Germania nazista e la persecuzione delle persone disabili attraverso il programma Aktion T4.

## Trama

Bandiera nazista che si vede nelle scene iniziali del film (riprese nel trailer)

Il film inizia con una scena in una classe, dove un docente insegna matematica. Tra gli alunni è presente anche suo figlio, un ragazzo privo di un braccio. Finita la lezione, i due tornano a casa, ma vengono raggiunti dai nazisti che cercano di arrestare il ragazzo e trasferirlo in un centro per ragazzi disabili. La situazione precipita e il ragazzo si dà alla fuga, incontrando un'altra fuggiasca e sparando infine all'ufficiale nazista che lo insegue.

## Personaggi
La storia ha tre protagonisti, due personaggi che parlano e quattro che, per motivi gerarchici o di paura, restano in silenzio.
I protagonisti attorno a cui ruota tutta la vicenda sono Peter ed Eva, mentre l'ufficiale nazista appare solo nel finale. Nella scena iniziale a scuola, Karl interviene per primo, seguito dal ragazzo più grande rispondendo alla domanda della maestra. Peter non interviene, ma nella scena successiva chiede chiarimenti alla madre. Peter rassicura la fuggitiva (che non parla) nel fienile prima dell'ultima scena all'aperto.

## Produzione

### Cast
- Knox Gibson: Peter
- Hanneke Talbot: Eva
- Justin Mader: ufficiale tedesco
- Nathaniel McParland: Karl
- Tyler Hutchings: ragazzo più grande
- Noah Lamanna: giovane fuggiasca
- Luke Marty: primo soldato
- Dl MacDonald: secondo soldato
- Todd Campbell: terzo soldato

### Riprese
Le riprese si sono svolte negli Stati Uniti, in gran parte al chiuso per le prime due/tre scene iniziali. La quarta scena finale si è svolta all'aperto, in un campo con un albero abbattuto insieme ad alcuni intermezzi della fuga.

## Promozione

### Titoli alternativi
Nelle varie lingue, i titoli diversi dall'originale inglese:
- Belgio, Francia e Canada francese: Pardonnez-nous nos offenses
- Brasile e Portogallo: Perdoai-nos as Nossas Ofensas
- Corea del Sud: 우리 죄를 사하여 주옵소서
- Emirati Arabi Uniti: خطايا الماضي
- Germania: Vergib uns unsere Schuld
- Giappone: 我らの罪を赦したまえ
- Messico, Spagna: Perdona nuestras ofensas
- Polonia: Odpuść nam nasze winy
- Romania: Ne iartă nouă greșelile noastre
- Turchia: Günahlarımızı Bağışla
- Ucraina: Пробач нам провини наші

## Distribuzione

### Data di uscita
- Il cortometraggio è stato rilasciato il 17 febbraio 2022 in tutto il mondo.[N 1]

### Divieti
Nei vari paesi ha avuto le seguenti classificazioni:
- Australia: M
- Brasile: 16
- Canada: TV-14
- Corea del Sud: 15
- Emirati Arabi Uniti: 16+
- Francia: 13
- Germania: 16
- India: 16
- Indonesia: 16+
- Italia: T
- Messico: TV-14
- Paesi Bassi: 12
- Polonia: 13
- Regno Unito: 15
- Singapore: M18
- Spagna: 16
- Stati Uniti: TV-14
- Svezia: 13
- Turchia: 16+

## Accoglienza

### Critica
Su Rotten Tomatoes ha ottenuto un 75% di voti al 24 febbraio 2022.

## Espedienti narrativi
Nel corso della scena finale, durante lo scontro fisico tra i due, il bambino rivede la sua famiglia e le scene vissute recentemente in un flashback.
Le scene iniziali del film fungono da trailer.

## Particolarità: regista e protagonista
Sia la regista che il protagonista sono affetti da disabilità. Nel film viene affrontato un problema diffuso nella Germania nazista, evidenziato anche da alcuni giornali americani riguardante il costo economico delle persone disabili per lo Stato (problema trattato in matematica in termini di Reichsmark). Ciò porta gli studenti nel corso della scena stessa a riflettere e il figlio silenzioso in classe ma chiamato in causa a chiedere chiarimenti alla madre. La scelta del protagonista non è casuale, ma dimostra ciò che una persona con disabilità può fare. La scena finale ne costituisce l'apogeo, mostrando anche che i ruoli possono essere "rovesciati", con il protagonista che aiuta una fuggitiva.

## Titolo
Il titolo, abbastanza generico, era già stato usato in passato per altri film: Forgive Us Our Trespasses è infatti il titolo di altri 3 film di inizio Novecento (di anni quali 1912, 1913 e 1919).
Di essi i primi due sono cortometraggi, di cui il primo del celebre Georges Méliès, inventore degli effetti speciali nel cinema.
Gli altri due sono americani (l'ultimo è un lungometraggio). Il secondo cortometraggio è prodotto dalla Thanhouser Film Corporation, il nome del regista è ignoto in quanto non riportato.

## Inesattezze storiche
Questa storia di vite disabili è stata dimenticata.

Molte delle vittime erano bambini.»
(Nota finale del film)
Quella che Hitler introdusse fu denominata semplicemente E-Aktion o EU-Aktion, mentre T4 fu un nome dato in seguito dall'indirizzo Tiertgarten strasse 4, sede del ministero che se ne occupava.
Nelle scritte che compaiono a fine film viene indicato che le camere a gas furono usate nei campi di concentramento, mentre furono usate nei campi di sterminio.
Le sterilizzazioni cominciarono prima del 1939 e altri paesi le praticarono in maniera coatta tra cui Stati Uniti, Svezia e Svizzera.
Il programma fu sospeso nel 1941 a seguito di proteste dei parenti, ma riprese ancora più in segreto di prima.
Nel film viene fatto un uso improprio del termine "malattie ereditarie", poiché non viene specificato che delle malattie considerate ereditarie erano in realtà presunte tali (pseudo-scientificamente venivano considerate ereditarie malattie che in realtà non lo erano, pur non avendo dati sufficienti in merito).
Nel problema il 5,5 si riferisce in realtà ai disabili, mentre i malati di mente costavano 4 e delinquenti 3,5 (compresi gli alcolisti).
Il primo bambino fu ucciso alla fine del 1938. Dal 1939 iniziarono le uccisioni degli altri, ma ufficialmente fino al 1941.
Non viene specificato che l'ultima uccisione fu praticata il 29 maggio 1945 nella Baviera ormai occupata dagli americani che praticavano anch'essi la sterilizzazione.
I numeri indicati si basano su stime di storici arrotondati per eccesso e comprendono persone che non erano malati di mente o disabili, come criminali e alcolisti.